# Skeletocutis africana
Skeletocutis africana är en svampart som beskrevs av Ryvarden & P. Roberts 2006. Skeletocutis africana ingår i släktet Skeletocutis och familjen Polyporaceae.   Inga underarter finns listade i Catalogue of Life.